# フランソワ＝アルフォンス・フォーレル

フランソワ＝アルフォンス・フォーレル

フランソワ＝アルフォンス・フォーレル（François-Alphonse Forel、1841年2月2日 - 1912年8月7日）は、スイスの科学者。湖沼学（後の陸水学）の先駆けとされる。

## 略歴
レマン湖畔のヴォー州モルジュで生まれ、1869年-1895年までローザンヌ大学の教授として教鞭をとった。考古学、地震学、生物学、物理学、氷河学など研究は多岐にわたる。しかし彼が本当に愛してやまなかったのは湖であった。レマン湖における30年間の調査結果に基づいて、1894年から1904年にかけてフランス語で『レマン湖の陸水学的研究』（Le Léman, monographie limnologique）3巻を、1901年にはドイツ語で『湖沼学教科書』（Handbuch der Seekunde）を著わした。また水色標準液の発明や水温、水位、底性生物の分類、命名などにも大いに寄与した。これらの業績で、湖沼学の礎を築いた。この2著は後にアウグスト・ティーネマンとアイナル・ナウマンが登場するまでは湖沼学研究の規範であった。